# Transcrição associada à latência
A transcriação associada à latência - LAT do inglês Latency Associated Transcript - é um estado viral em que o DNA invasor permanece em estado não replicante dentro do núcleo. Neste estado o vírus transcreve apenas parte das bases de seu código genético produzindo uma resposta imune minimizada. 
É uma das principais táticas de evasão do sistema imune utilizada pelo vírus da herpes.